# Underwriters Laboratories
Underwriters Laboratories (UL) — американська компанія по стандартизації та сертифікації в галузі техніки безпеки. Компанія має представництва та філії у 46 країнах світу. Штаб-квартира знаходиться в Нортбруці, штат Іллінойс.